# La bastarda di Istanbul
La bastarda di Istanbul (The Bastard of Istanbul) è un romanzo della scrittrice turca Elif Şafak del 2006, il secondo da lei scritto in inglese.

## Trama
Rose è una ragazza del Kentucky sposata con un armeno, Barsam Tchakhmakhchian. Dal matrimonio nasce una figlia, Armanoush, ma proprio a causa dell'invadenza della ultratradizionalista famiglia del marito, il matrimonio va a rotoli. Consapevole dell'odio reciproco che anima turchi e armeni, quasi per ripicca Rose si risposa con un turco, il giovane geologo Mustafa Kazanci. Insieme si trasferiscono in Arizona, dove Armanoush cresce divisa tra l'affetto oppressivo della madre e la famiglia del padre a San Francisco.
A 19 anni, Armanoush decide di recarsi di nascosto a Istanbul per ritrovare le proprie radici armene, facendosi ospitare dalla famiglia del patrigno, una famiglia tradizionalista turca composta di sole donne. Qui farà amicizia con la cugina Asya, la 'bastarda' del titolo. Ma il destino intreccerà le storie delle due famiglie in modo ancora più complesso e le due ragazze, insieme, scopriranno che l'odio ancestrale tra turchi e armeni si può superare.

## Edizioni
- La bastarda di Istanbul, traduzione di Laura Prandino, Milano, Rizzoli, 2007,  p. 389, ISBN 978-88-17-01726-8.